# ムーブ!
『ムーブ!』は、2004年10月4日から2009年3月6日まで、朝日放送テレビ（ABCテレビ）にて平日夕方に放送された関西ローカル の報道・情報番組である。ステレオ放送・ハイビジョン制作を実施していた。

## 番組概要
2004年10月、朝日放送にて10年半にわたり放送された前番組である『ワイドABCDE〜す』シリーズ等の、関西圏準キー局の夕方ワイド番組の番組構成と比較し、「勝利の方程式」たる「グルメ・温泉・お笑い」を放棄し、これまでテレビ制作業界で及び腰だった問題等を扱った報道のキャラクターを前面に押し出した番組としてスタート。
メインキャスターには、同局のアナウンサーである堀江を起用。ゲストコメンテーターは裏番組等に出演する、お笑い芸人は一切出演せず、ジャーナリストや評論家が各人が専門分野を活かして解説を行うが、出演者によって主義主張を隔てず起用し、ニュースや視聴者からの疑問、他のメディアが伝えない見解や評論を発信していた
視聴率では、2005年6月に関西地区の夕方時間帯でトップの視聴率を維持しており、2006年6月時点でも裏番組である『ちちんぷいぷい』（毎日放送）を上回っていた。
2009年3月6日、朝日放送全体での経費削減などを理由に、当番組の放送を終了し、その1週間後の同月13日には『NEWSゆう』も終了。同月16日以降、16時台は再放送ドラマ枠に転換し、17時台には当番組の事実上の後継番組として『NEWSゆう』を枠大リニューアルさせた報道・情報番組『NEWSゆう+』を開始した。

## 出演者

### 司会
番組放送当時、朝日放送のアナウンサー。
- 堀江政生
- 関根友実
- 上田剛彦
- 加藤明子
- 山本モナ

### コメンテーター・天気キャスター
番組終了時
月曜日

- 勝谷誠彦（コラムニスト）[注 5]
- 竹内薫（作家）（隔週）
- 吉富有治（ジャーナリスト）（隔週）

火曜日

- 勝谷誠彦
- 須田慎一郎（ジャーナリスト）
- 富坂聰（ジャーナリスト・作家）（隔週）
- 有馬晴海（政治評論家）（不定期）

水曜日

- 須田慎一郎
- 二木啓孝（ジャーナリスト・元日刊ゲンダイ編集部長）
- やくみつる（漫画家・タレント）

木曜日

- 大谷昭宏（ジャーナリスト）
- 藤井誠二（ノンフィクション作家）
- 本村健太郎（弁護士・俳優）※不定期

金曜日

- 吉永みち子（コラムニスト）
- 若一光司（作家）
- 財部誠一（ジャーナリスト）（隔週）
- 山本健治（フリーライター）（隔週）
- ジェフ・バーグランド（帝塚山学院大学人間文化学部教授・タレント）（月1回コーナー出演）[注 6]

不定期出演

- 花田紀凱（元文藝春秋編集長、当時：月刊WiLL編集長）
- 重村智計（ジャーナリスト）
- 山本譲司（ジャーナリスト・訪問介護員）[注 7]
- 石丸次郎（アジアプレス・インターナショナル大阪事務所代表）
- 上杉隆（ジャーナリスト）
- 伊藤惇夫（政治評論家）
- 吉崎達彦（双日総合研究所取締役副所長・チーフエコノミスト）
- 鈴木邦男（一水会元代表）
- 星浩（当時：朝日新聞編集委員）

過去のコメンテーター
- 福岡政行（白鷗大学教授）（火曜）
- 村尾信尚（当時：関西学院大学教授）（火曜）
- 妹尾和夫（俳優）
- 桂あやめ（落語家）
- わかぎゑふ（劇作家･演出家）（金曜）
- 黒田福美（女優）
- 石坂啓（漫画家）（水曜）
- 二宮清純（スポーツライター）（月曜）
- 浅井慎平（写真家）（金曜）[注 8]
- 橋下徹（弁護士・タレント）[注 9]（木曜）
- 宮崎哲弥（評論家）[注 10][3]（月曜・木曜）
- 上村幸治（ジャーナリスト・元毎日新聞中国総局長）（火曜）

### 芸能コメンテーター
- 月曜日：山崎寛代
- 火曜日：佐々木博之
- 水曜日：みといせい子
- 木曜日：二田一比古
- 金曜日：井上公造[注 11]

### 気象キャスター
- 清水とおる
- 吉田裕一

### リポーター
番組放送当時、朝日放送のアナウンサー
- 乾麻梨子
- 竹野康治郎
- 堀友理子

## 放送時間
- 平日 15:49 - 17:54（JST）
  - 重大な事件等が起こり『ANNスーパーJチャンネル』を17時台からネット受けする場合は、放送時間を約1時間繰り上げていた。また、『ANN報道特別番組』で放送自体が休止の場合、『裏ムーブ!』と銘打って報道特別番組の裏で同時に収録を行い、翌日に撮って出しのオンエアとなっていた[注 12]。
  - 毎年8月の全国高校野球選手権大会中継期間中や年末年始は放送を休止していた。
  - 水曜ナイターで阪神タイガース戦があるときは17:12までの短縮放送になり、その後には阪神戦直前情報を伝えるミニ番組を挟んで『ABC NEWSゆう』を繰り上げ放送していた（当日の早い段階で雨天中止が決定した場合は通常通り17:54まで放送）。ただ、野球が予定通り行われる前提で短縮放送の当番組が終了した後に阪神戦の雨天中止が決定したケースが何度かある。
  - 祝日の場合は『ABCお笑い新人グランプリ』等の特番編成による休止以外は通常通り放送されていた。

### 放送時間の変遷
| 期間      | 期間      | 放送時間（日本時間）        |
| --------- | --------- | --------------------------- |
| 2004.10.4 | 2006.3.31 | 平日 15:55 - 17:54（119分） |
| 2006.4.3  | 2009.3.6  | 平日 15:49 - 17:54（125分） |

## 主なコーナー
- Today's ムーブ!

関西地区や全国のニュースを2～3項目ほど取り上げ、VTRやモニターを用いてキャスター（主に上田）が解説。コメンテーターと議論を繰り広げる。最近は番組上で「Today's ムーブ!」という呼称はされない。
このコーナーの合間には加藤が担当するストレートニュース（廃枠となった平日昼の「ABCニュース」の代替）が挿入される（2008年3月31日から、ニュースが17時過ぎに移動し、「夕刊パラパラ」と統合されて上田が担当）。
- 特集

日替わりの特集。こちらは「Today's ムーブ!」と比べると、予め作成されたVTRが中心となる。ただし放送のないことも。
- ムーブ!の事件ファイル

番組初期に放送された。ニュースをいくつか取り上げる。
- ムーブ!のブーム

番組初期に放送された。はやっているものを紹介する。
- ムーブ!のジャッジ

その日のコメンテーターがニュースや話題についてジャッジを下していく。
- ニュースのみかた

ニュースに対して、一般に取り上げられない視点で斬り込む。
- ムーブ!の疑問

視聴者から寄せられたさまざまな疑問を総力取材する。採用者にはプレゼントを用意（2007年9月以降はオリジナルマフラータオル3本（色は6色、色の希望は不可）。過去には時計、電気シェーバー、番組本「社長のベンツは本当に4ドアなのか?」など数カ月ごとに変わる）。
- 夕刊パラパラ（ - 2008年3月28日）

上田がその日の新聞の夕刊（大阪本社版）の記事をいくつか紹介。2008年3月31日以降、ニュースのコーナーに取り込まれる形で消滅。
- ムーブ!マガジンスタンド（-2008年6月20日）

週刊誌等の雑誌の記事を数項目取り上げ、堀江と上田がスタジオのモニターを用いて解説する。
夕刊とマガジンスタンドではそれぞれスタジオのコメンテーターがコメントするほか、出演していない別曜日のコメンテーターがコメントを寄せることもある。
2007年10月29日まで毎週月曜日には週刊プレイボーイでの宮崎の連載記事「明日はどっちだ!ニュースジャッジ」が取り上げられていた（月曜日にこの番組の放送自体がなかった週や月曜に宮崎が不在だった週については、木曜日にこの記事が取り上げられる）。
毎週火曜日には必ずSPA!における勝谷の連載記事「ニュースバカ一代」が取り上げられていた｡（この記事のみモニターではなくアニメーションと堀江のナレーションで構成されたVTRで解説していた）。
2008年6月20日をもって終了。以後は、フリーライターなどがこの番組のために独自に取材した記事を紹介する「ムーブ!ニュースシアター」になる。
- ニュースコーナー（2008年3月31日 - ）

最新のニュースを上田が伝える。「夕刊パラパラ」から引継き新聞夕刊の社会面の記事も紹介する。
- ムーブ!ニュースシアター（2008年6月30日 - )

番組スタッフや週刊誌で活躍するライターが現代の出来事を、独自の情報網で取材し纏めたものを発表、紹介する。
6月30日～7月4日には、各曜日のコメンテーターが「ムーブ!をほめ殺す」というタイトルで、番組に対する思いを書いたコラムを紹介した。
毎週火曜日は、勝谷が書いた「ニュースバカ一代」の記事を紹介（雑誌週刊SPA!連載）。毎週水曜日はやくの描き下ろし4コママンガ「がっつりムーブ君!」を紹介｡
- 芸能ムーブ!

加藤と芸能コメンテーターの2人でその日の芸能ニュースを取り上げる。
また、曜日によって後半がミニコーナーになる。
月曜/山崎寛代のイケメン塾
火曜/ささやんのザ・芸能記者
水曜/みといせい子のザ・エンターテイナー
木曜/二田一比古の言いたい放題
金曜/公造ステーション（一週間の芸能ニュースの中からピックアップ）
金曜は当初は「公造新聞」というコーナーだったが、100回を迎えたのを機に終了し、「公造ステーション」というニュース番組のパロディー企画になった（金曜のみ「芸能ムーブ」のオープニング映像を使わず、コーナー全体が「公造ステーション」になる）。

### コメンテーターコーナー
日替わりのコメンテーターによるディスプレイを使う独自の解説。いずれかひとつを放送、休止の回もある。
番組終了時
| 曜日       | 担当者                     | 内容 |
| ---------- | -------------------------- | --- |
| 月曜       | 竹内薫                     | ムーブ!科学班の挑戦（タイトル映像なし）                                                                                        |
| 火曜       | 上村幸治                   | チャイナ電視台（中国情勢分析）上村は2008年秋以降出演しておらず（コメント紹介のみ）、12月9日以降、富坂聰が担当した。            |
| 火曜       | 勝谷誠彦                   | 知られてたまるか!（VTR取材、隔週、場所が秘密のグルメ案内（ヒントあり）。自称「日本一不親切なグルメコーナー」後に書籍化された） |
| 火曜       | 須田慎一郎                 | 須田金融道（経済政策から闇金融まで解説）                                                                                       |
| 水曜       | 須田慎一郎                 | 須田金融道（経済政策から闇金融まで解説）                                                                                       |
| 二木啓孝   | 二木啓孝 真相の深層        | |
| やくみつる | やく・みつるの不思議な大阪 | |
| 木曜       | 大谷昭宏                   | 事件にヤマあり大谷あり |
| 木曜       | 大谷・藤井                 | 激突!!生激論 |
| 木曜       | 藤井誠二                   | 事件後を行く! |
| 金曜       | 財部誠一                   | 財部経済シンクタンク |
| 金曜       | 若一光司                   | 週刊若一ワールド |
| 金曜       | 若一光司                   | 時代の証人を訪ねて |
| 金曜       | 山本健治                   | 関西オンリーワン企業（VTR取材、山本がスタジオで総括。2008年3月までは木曜日）                                                   |
| 金曜       | ジェフ・バーグランド       | NIPPONを支える外国人（VTR取材）                                                                                                |
| 不定期     | 重村智計                   | KOREA ナウ（北朝鮮&韓国情勢分析）                                                                                              |
| 不定期     | 吉富有治                   | 特命取材班 |
| 不定期     | 上杉隆                     | 上杉政経塾 |

過去
| 曜日   | 担当者               | 内容                         |
| ------ | -------------------- | ---------------------------- |
| 月曜   | 二宮清純             | スポーツ清純派               |
| 火曜   | 福岡政行             | 公開!福岡ゼミ                |
| 水曜   | ジェフ・バーグランド | 関西21世紀の匠（VTR取材）    |
| 金曜   | 若一光司             | ミステリアス・ジャパン       |
| 金曜   | 若一光司             | 現代!若一コージ苑            |
| 不定期 | 加藤明子             | 加藤明子のいまどきエコノミー |

## テーマ曲

### オープニング
- PSYCHEDELIX『Move on』（ - 2006年3月31日）
- 杏里『ムーブ・ミー』（2006年4月3日 - ）AAB秋田朝日放送の情報ニュースショー トレタテ!でも利用されている。

### エンディング
- 奥華子『光の場所』（2006年4月3日 - 9月29日）

## スタッフ
- プロデューサー：奈良修、安田卓生
- 制作著作：朝日放送

## エピソード
前半のニュース特集では番組独自の報道取材を行っていた。年金問題や大阪市の不祥事、京都市の不祥事問題を追及している。
- 2005年には、『プロジェクトX〜挑戦者たち〜』（NHK総合）の大阪府立淀川工業高等学校の回に捏造があることを指摘し、『プロジェクト〜』が終了するきっかけの一つとなった。
- 2006年春には、大阪市在住の視聴者が番組宛に告発し番組が独自に調査報道したところ、国民年金不正免除問題を始めとする社会保険庁の年金問題をスクープし、これが日本全体を揺るがす年金問題の火付け役となった。
- 同年7月には、京都市環境局西京まち美化事務所の職員が、運転免許証を取得していないに関わらずごみ収集車を無免許運転していたことを、番組で明らかにした。
- 同年11月に、ひろしまドッグぱーく問題で、動物保護団体アークエンジェルズによる寄付金流用疑惑を、『HOME Jステーション』（広島ホームテレビ）と共同でスクープ[注 14]。その後、団体からBPOに提訴された。
- 2007年には、高槻市の市バスの不正問題や連合高槻の不正問題をスクープ。
- その他、牛肉偽装事件のミートホープ事件では、内部告発者とともに農林水産省へ番組が同行し公開。食肉業界にはびこる偽装の問題を明らかにした。
- 扱いづらいテーマも自由に取り上げ、コメンテーターらの発言に対する制約は少ない。内部告発者が生出演することもある。番組の一部が動画サイトなどにアップロードされることで評判を呼び、放送エリア外の人々からも「放送を見たい」という要望もある[注 15]

### 制作上の問題
- 2006年11月、朝日放送アナウンサー3人によるセクハラ（性犯罪）事件が発覚。過去に同業他社の社員が痴漢事件を起こした際は、マスコミの中でもいち早く実名報道を行い批判したにも関わらず、処分された3人について「被害者のプライバシーもあり公表できない」として実名報道をせず、発覚日に番組冒頭にて会社として謝罪するにとどまった[注 16]。
- 2006年9月21日放送の『ムーブ!マガジンスタンド』のコーナーにて、植草一秀に痴漢7件で示談の過去という「女性セブン」の2006年10月5日号の記事を紹介したが、この記事が事実無根であり[4]名誉を棄損したとして植草が朝日放送に対し提訴したが、この件に対し和解にした。その事に基づき、2008年10月の番組内で1分間のおわび放送を2度繰り返した[注 17]。
- 2008年12月3日放送の「須田金融道」のコーナーにて農林中央金庫について、「農林中央金庫が債務超過に陥りかねない」と解説を行った後、番組スタッフから相手側が説明を受けたいと間を繋がれ、須田とディレクターで農中ビル本店に訪問した際に経営陣に暗に謝罪を要求され断った。しかし、朝日放送の見解として、2008年9月時点の自己資本比率と祖語があり、番組の冒頭にて謝罪を行った[5]。
- 2008年12月11日に番組の放送が1000回を迎えた。しかし2009年3月6日をもって4年半、1051回続いた番組が終了し、後継番組である『NEWSゆう+』には、二木・大谷・井上が引き続き出演していた。

## 関連書籍
- 「社長のベンツは本当に4ドアなのか? 知らなかった!世の中のカラクリ」（アスコム ISBN 4-7762-0371-5）
- 「勝谷誠彦の知られてたまるか!」（西日本出版社 ISBN 978-4-901908-32-0）
- 「勝谷誠彦のまだまだ知られてたまるか!」（西日本出版社 ISBN 978-4-901908-41-2）
- 「ムーブ!｣ (片瀬京子著･西日本出版社 ISBN 978-4-901908-47-4)